# Odontostilbe dialeptura
Odontostilbe dialeptura es una especie de peces de la familia Characidae en el orden de los Characiformes.

## Morfología
Los machos pueden llegar alcanzar los 3,4 cm de longitud total.

## Alimentación
Come  diatomeas,  algas y semillas.

## Hábitat
Vive en zonas de clima tropical entre 22 °C - 35 °C de temperatura.

## Distribución geográfica
Se encuentran en Centroamérica: vertiente pacífico de Panamá y Costa Rica.